# Misión jesuítica de Corpus Christi
La Misión jesuítica de Corpus Christi fue una de las misiones que la Compañía de Jesús estableció en la provincia jesuítica del Paraguay durante la colonización española de América.
Está ubicada en la ciudad de 
Corpus, provincia de Misiones, República Argentina
Fue fundada por Pedro Romero y Diego de Boroa en el año 1622. Refundada en 1701, y destruida en 1817.